# 笹貫停留場
笹貫停留場（日语：／ Sasanuki teiryūjō */?），又稱笹貫電車站，是位於鹿兒島縣鹿兒島市東谷山，屬於鹿兒島市交通局（鹿兒島市電）谷山線的電車站。車站編號為I23。

## 歷史
- 1915年10月25日 - 鹿兒島電氣軌道設置此站[1]。
- 1918年1月14日 - 電車站廢止[2]。
- 1920年2月9日 - 再次設置電車站[3]。
- 1928年7月1日 - 鹿兒島市電氣局接管路線。
- 1933年1月 - 改組成為鹿兒島市交通課車站。
- 1956年5月10日 - 改組成為鹿兒島市交通局車站。

## 電車站構造
此站設有2面2線的相對式低地台月台，月台上皆設有電車接近顯示器和廣播系統。兩月台可讓輪椅人士上落，但是電動輪椅人士各由於月台寬度問題而不能使用此站。此站是無人車站，且無法在站內購買車票。此站在單線時代設有交會設備，當時使用電子路籤閉塞系統。

### 運行系統
此站是谷山線電車站之一。■1系統會駛入此站。

## 使用狀況
| 1日上下車人次變化 | 1日上下車人次變化 |
| 年度              | 1日平均人次       |
| ----------------- | ----------------- |
| 2011年            | 1,538             |
| 2012年            | 1,508             |
| 2013年            | 1,562             |
| 2014年            | 1,596             |
| 2015年            | 1,648             |

## 電車站周邊
醫療機構
- 中木原醫院

郵局
- 笹貫郵局

道路
- 國道225號

其他
- 漫畫倉庫 鹿兒島店

## 巴士路線
笹貫巴士站
- 鹿兒島市營
  - 14號線（谷山線）
  - 33號線（慈眼寺・与次郎線）
- 鹿兒島交通（日语：鹿児島交通）
  - 2系統（動物園線）
  - 4系統（AEON鹿兒島（日语：イオンモール鹿児島）線）
  - 5系統（七島線）
  - 6系統（慈眼寺團地線）
  - 7系統（慈眼寺團地線）
  - 10系統（AEON鹿兒島 - 鴨池港線）
  - 知覧線
  - 加世田線
  - 指宿線
  - 皇德寺 - 鴨池港線

## 相鄰電車站
鹿兒島市交通局
鹿兒島市電■1系統
脇田（I22）－笹貫（I23）－上鹽屋（I24）

## 注腳
1. ↑  「軽便鉄道停車場設置」『官報』1915年11月3日（國立國會圖書館數碼化資料）
2. ↑  「軽便鉄道停車場及停留場廃止」『官報』1918年1月23日（國立國會圖書館數碼化資料）
3. ↑  鉄道省編集『鉄道停車場一覧』昭和2年版（國立國會圖書館近代數碼圖書館）
4. ↑  《鹿児島市電が走る街 今昔》 p.59 水元景文 JTB出版 2007年
5. ↑  国土数値情報(駅別乗降客数データ)  （页面存档备份，存于）（日語） - 國土交通省，2018年12月10日參閲

## 外部連結
- 鹿兒島市交通局 （页面存档备份，存于）（日語）